# قطعنامه ۱۹۶ شورای امنیت
قطعنامه ۱۹۶ شورای امنیت سازمان ملل متحد که در تاریخ ۳۰ اکتبر ۱۹۶۴ تصویب شد، سندی بین‌المللی دربارهٔ پذیرش اعضای جدید سازمان ملل متحد: مالت است. این قطعنامه طی نشست ۱۱۶۱ام با ۱۱ موافق، ۰ مخالف و ۰ ممتنع تصویب شد.